# Euonyma curtissima
Euonyma curtissima es una especie de molusco gasterópodo de la familia Subulinidae en el orden de los Stylommatophora.

## Distribución geográfica
Es  endémica de Kenia. 